# Madeleine de Birkenfeld-Bischweiler
La comtesse Palatine Claude Madeleine de Deux-Ponts-Birkenfeld-Bischweiler (16 septembre 1668 – 28 novembre 1704 à Hanau), est la fille du comte Palatin du Rhin Christian II de Birkenfeld-Bischweiler. Elle se marie le 27 février 1689 à Hanau son cousin le comte Philippe Reinhard de Hanau-Münzenberg (1664-1712). La dot est de 18000florins.

## Descendance
De son mariage avec Philippe Reinhard, elle a les enfants suivants:
1. enfant mort-né (1691), inhumé dans la crypte de l'Église St John (maintenant appelé Vieux-Saint-Jean de l'Église) à Hanau[1]
2. Enfant mort-né (1693);
3. Catherine Madeleine (16 juin 1695 - 19 décembre 1695), inhumée dans la crypte de l'Église Saint John's à Hanau[2]

Madeleine est morte le 28 novembre 1704 et est également enterré dans la crypte de l'Église Luthérienne de Hanau, le 18 décembre 1704. Pendant le deuil,la plus grande cloche de l'Église St John s'est cassée. C'était une cloche, dont elle avait fait don. Le lieu de sépulture de la branche luthérienne de la Maison de Hanau - et donc de la Comtesse Claudia Magdalena - a été détruite pendant la Seconde Guerre mondiale.